# FEAL

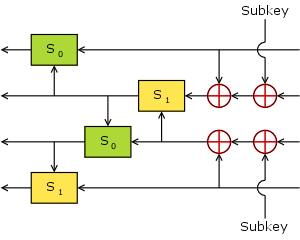
Cifra FEAL

Em criptografia, FEAL (Fast Data Encipherment Algorithm) é uma  cifragem em blocos proposta como uma alternativa ao Data Encryption Standard, desenvolvido para ser muito mais rápido em software.